# 우한장강대교

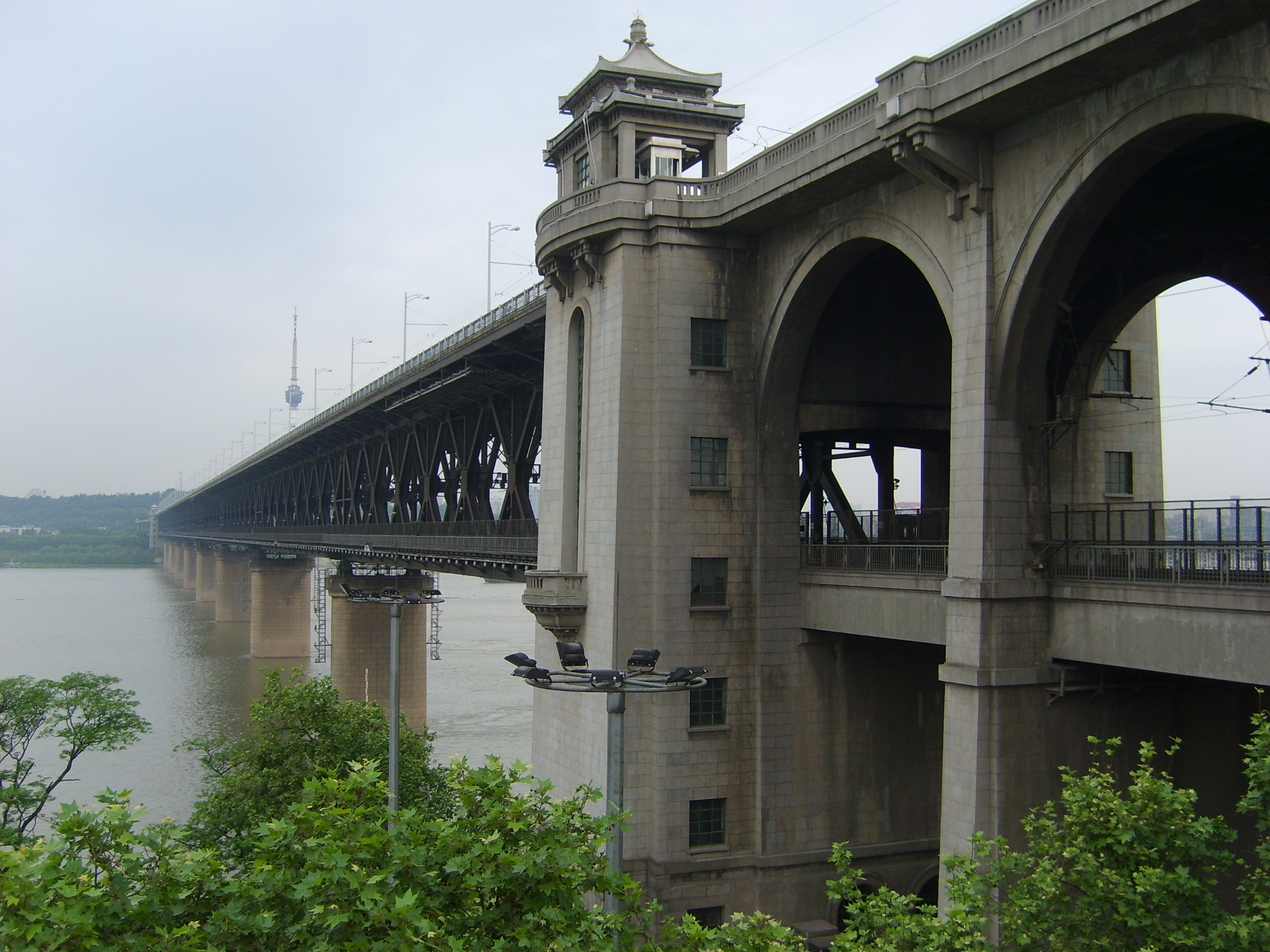
우한장강대교

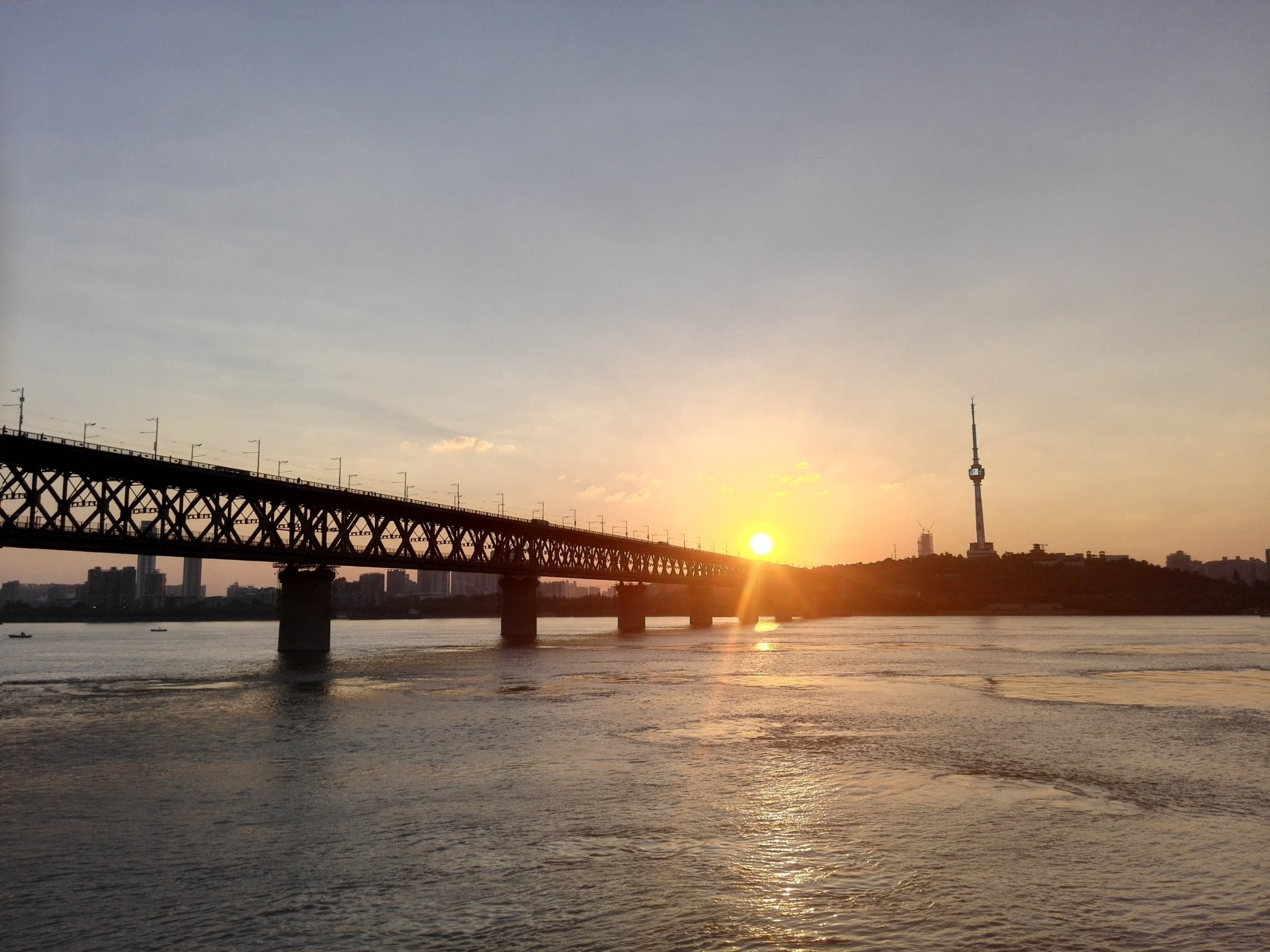
우한장강대교

우한장강대교(중국어 간체자: 武汉长江大桥, 정체자: 武漢長江大橋, 병음: Wǔhàn Chángjiāng Dàqiáo)는 장강을 가로지르는 기차와 차량이 통행하는 2층 다리로 북쪽으로 우한 한양구와 남쪽으로 우창구를 잇는다. 한때 중화인민공화국에서 가장 긴 다리였다. 상층부는 4차선 고속도로, 하층부는 징광철로가 복선으로 놓여있다.
1910년 처음 공사가 계획되어 1913년부터 1948년 사이에 4번 동안 적절한 장소를 물색하는 조사가 이뤄졌으나 경제적 제한, 제2차 세계 대전, 국공 내전 때문에 1950년대까지 공사되지 않았다. 실제 공사는 1955년 9월 시작해서 1957년 10월 끝났다.

## 초기 계획
19세기 장지동이 첫 계획을 내놓았다. 1913년 베이징 대학 교수 조지 밀러는 샤창치(夏昌熾), 리원지(李文驥)와 다른 중국인 기술 학생들 13명을 우한으로 데려와서 가능한 교량 지점 조사를 하도록 했다. 동시에 베이징 대학 교수 얀푸는 교통부에 교량 공사 초안을 제출했다. 초기 디자인은 1890년 공사된 에든버러 근처의 포스교를 모델 삼았다. 초기 계획대로 되지 않았지만 1913년 적절한 지점이 선정됐고 그 자리에 현재 우한장강대교가 들어서 있다.

## 공사

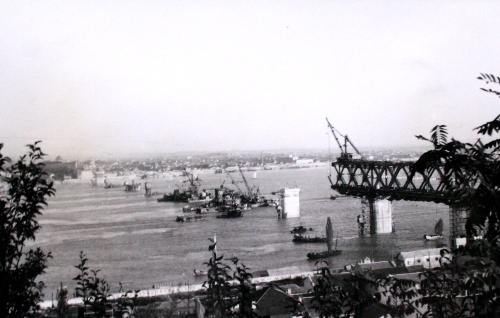
1956년 공사 중의 모습

1949년 국공 내전 종료 후 리원지와 교량 엔지니어 마오이성은 "새로운 민주혁명의 기념물"로서 신 정부에 교량 건설을 제안했고 리원지 등이 1949년 9월 교량 건설을 논의하기 위해 제1대 정치협상회의에 초청됐다.
제안이 받아들여졌고 1950년 1월 교량 위원회가 조직됐다. 리원지는 계획 및 건설 가업에 참가했지만 1951년 8월 병사했다. 1950년과 1953년 사이 교량의 계획, 디자인, 공사를 논의하기 위해 위원회가 3번 조직됐다. 1953년 2월, 마오쩌둥은 우한에 가서 계획의 과정을 보고받았고 황학루에서 공사 중인 교량을 시찰했다. 1953년 4월 1일, 저우언라이는 교량 디자인과 건축을 담당하는 부서 신설을 승인했고 그 부서는 펑민(彭敏)을 총감독으로 왕쥐졘(汪菊潜)을 수석 기술자로 삼았다.
1950년대 중국 기술자들은 여전히 주요 계획들에 대해 러시아 전문가들에 상당히 의존했다. 1953년 7월과 9월 사이 중국 기술자들은 소련 기술자들과 협의하고자 모스크바를 방문했다. 1954년 7월 중화인민공화국 국무원은 콘스탄틴 세르게이비치 실린(1913년 ~ 1996년)이 이끄는 소련 기술자 대표 28명이 중국을 시찰하고 교량 디자인과 공사를 보조할 것을 허락했다.
1955년 9월 1일, 공사가 공식적으로 시작했다. 실린은 장강의 깊은 수심이 교량 지지를 위해 구멍을 파는 것을 더 어렵게 하기 때문에 케이슨 공법은 비현실적이라고 진단했다. 켄틸레버 교량 디자인이 쓰였고 공사는 2년 간 지속했다. 마오쩌둥은 1957년 9월 6일 우한에 와서 교량을 시찰했고 한양구 쪽에서 우창구 쪽으로 걸었다. 교량은 1957년 10월 15일 공식적으로 개통했다.
2018년 1월 31일, 영국 총리 테레사 메이는 이곳을 방문하고 우창구쪽에서 사진을 찍었다.

## 같이 보기
- 우한시